# Le Ponthou
Le Ponthou (en bretó Ar Pontoù) és un municipi francès, situat a la regió de Bretanya, al departament de Finisterre. L'any 2006 tenia 164 habitants.

## Demografia
| 1962                                       | 1968 | 1975 | 1982 | 1990 | 1999 |
| ------------------------------------------ | ---- | ---- | ---- | ---- | ---- |
| 147                                        | 127  | 108  | 118  | 127  | 114  |
| Des de 1962: població sense dobles comptes |      |      |      |      |      |

## Administració
| Període | Identitat       | Partit |
| ------- | --------------- | ------ |
| 2001-   | Jean-Paul Minec |        |